# Alexandre Borodine
« Borodine » redirige ici. Pour les autres significations, voir Borodine (homonymie).
Alexandre Porfirievitch Borodine (en russe : Александр Порфирьевич Бородин, [ɐlʲɪkˈsandr pɐrˈfʲi rʲjɪvʲɪtɕ bərɐˈdʲin] ), né le 31 octobre 1833 (12 novembre dans le calendrier grégorien) à Saint-Pétersbourg et mort le 15 février 1887 (27 février dans le calendrier grégorien) dans cette même ville, est un compositeur, chimiste et médecin russe. Il est l'auteur de l'opéra Le Prince Igor et de ses célèbres Danses polovtsiennes.

## Biographie
Alexandre Borodine naît en 1833.
Il est l'enfant naturel du prince géorgien Louka Stépanovitch Guédianov (Guédévanichvili), âgé de 62 ans, et de la fille d’un troupier de Narva, Evdokia (Eudoxie) Constantinovna Antonova, âgée de 25 ans, surnommée Dounia. Son père fait déclarer l’enfant par l’un de ses domestiques, Porphyre Borodine, conformément à l’usage de l’époque. Il veille enfin à ce que la mère ait toujours les moyens d’assurer à leur enfant une vie confortable et de solides études. Il achète ainsi à la mère et au fils une maison de quatre étages et met Alexandre sur son testament avant de mourir. Il organise aussi alors le mariage d'Eudoxie avec un médecin militaire du nom de Kleinek. Comme le fait de donner naissance à des enfants hors mariage était considéré comme honteux par la société de l'époque, Eudoxie se fera passer pour sa tante aux yeux du monde. Alexandre reçoit cependant une excellente éducation à domicile, maîtrisant dès son plus jeune âge le français et l'allemand. Le prince meurt lorsque Alexandre a sept ans et tout est assuré pour son établissement. Il a deux autres frères, reconnus aussi par des domestiques : Dmitri Sergueïevitch Alexandrov et Evgueni Fiodorovitch Fiodorov.
Autodidacte, le jeune Alexandre apprend à jouer de très bonne heure de la flûte puis du piano et du violoncelle avec un camarade, Mikhaïl Chtchiglev. Il compose une polka (Hélène) à l'âge de neuf ans, puis compose un Concerto pour flûte et piano et un Trio pour deux violons et violoncelle à l'âge de treize ans. Sa mère et son beau-père le destinent à une carrière de médecin et il est inscrit à la faculté à l’âge de quinze ans. Il était passionné de chimie depuis l'âge de dix ans.
Après six ans d’études, il est engagé en 1856 à l'hôpital de l'armée territoriale, mais, trop sensible aux blessures, il obtient un poste de professeur à l'Académie militaire de chimie où il deviendra un grand savant et collabore avec Nikolaï Zinine. Il fait connaissance en 1857 de Moussorgski qui se fait soigner en tant qu'officier à l'hôpital militaire où travaille Borodine. Ce dernier reçoit son titre de docteur en médecine en 1858. Grâce à ses études et à de nombreux congrès, il aura l’occasion de souvent voyager en Europe (Bruxelles, Heidelberg, Gênes, Rome, Paris, etc.). Au retour de son voyage d'études à l'université d'Heidelberg et à l'université de Paris, il est nommé professeur-assistant de l'Académie médico-chirurgicale. C’est au cours de ces voyages qu’il fait la connaissance de nombre d'érudits, et collaborera par la suite avec certains d’entre eux. Il rencontre sa future femme, pianiste talentueuse née Ekaterina Sergueïevna Protopopov, à Heidelberg en 1861. Elle lui fait découvrir Schumann, Chopin, Liszt. Ensemble, ils iront à Mannheim découvrir l’œuvre de Wagner.

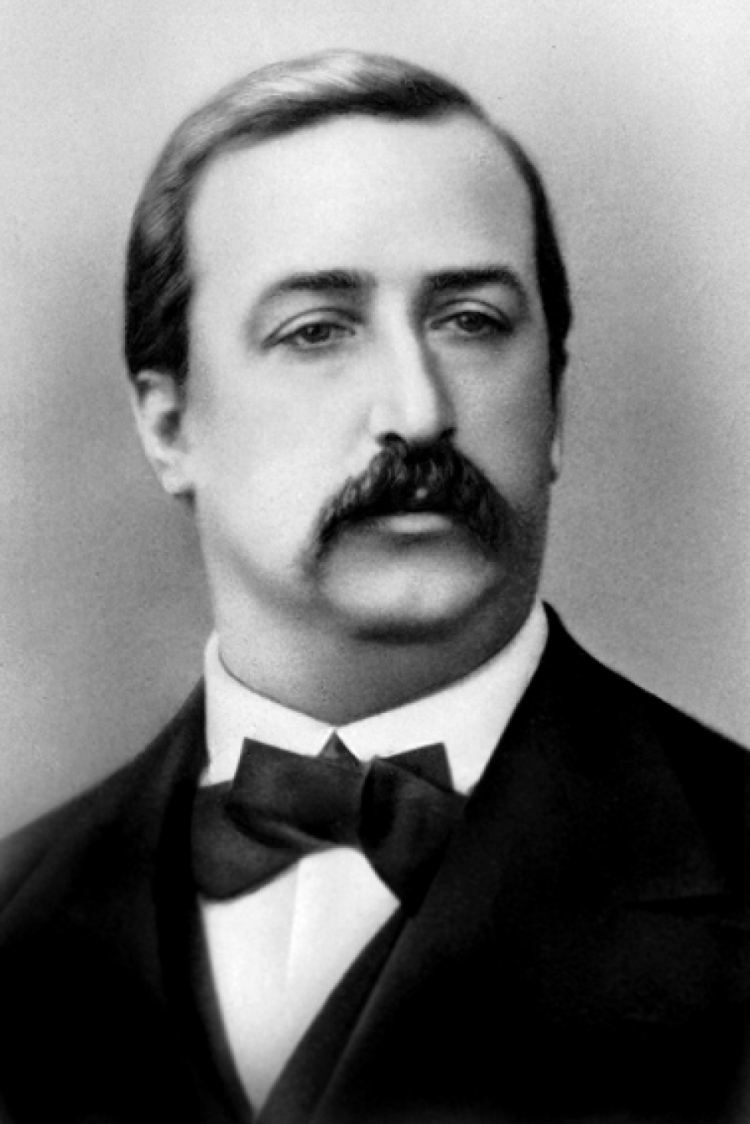
Borodine en 1865

Il fait partie du Groupe des Cinq, par l'entremise de Balakirev son créateur, dont il fait la connaissance en 1862. Le groupe est composé aussi de Rimski-Korsakov, de Cui et de Moussorgski, qu'il connaissait déjà. La musique russe était alors entièrement sous l'influence du pouvoir. Ils se regroupent et s'affranchissent de la musique « officielle ». Glazounov, élève prodige de Rimski-Korsakov, les rejoindra. Borodine fait aussi partie du cercle d'amis de Mitrofan Belaïev, admirateur de Glinka et de la musique russe traditionnelle.
En 1862, Borodine compose un Quintette en ut mineur. C’est à cette époque qu’il se joint au Groupe des Cinq. Tout en partageant les idées fondamentales du groupe, il se révéla moins hostile que ses condisciples à l’emprise germanique sur la musique russe.
Il commence l’écriture de sa Symphonie no 1 en mi bémol majeur, en décembre 1862 qu’il achève en 1867. Elle ne reçoit pas un bon accueil.
Il commence la composition de sa Symphonie no 2 en si mineur en 1869. Néanmoins il se sent prédestiné pour l'opéra et l’idée du Prince Igor fait son chemin. Borodine poursuit par ailleurs sa carrière scientifique. En 1877, il visite les laboratoires d'un certain nombre d'universités allemandes. Il rencontre à cette occasion Franz Liszt à Weimar. Trois ans plus tard, en 1880, Liszt donne avec grand succès la Symphonie no 1 en mi bémol majeur. Pour le remercier, Borodine lui dédie son poème symphonique, intitulé Dans les steppes de l'Asie centrale qui connaît immédiatement un succès retentissant et durable et reste l'une de ses œuvres maîtresses.
Après de profondes études ethnologiques et historiques, il entame la rédaction de l'opéra Le Prince Igor (dont sont extraites les célèbres Danses polovtsiennes), achevé après sa mort par Alexandre Glazounov et Rimski-Korsakov et créé au Théâtre Mariinsky de Saint-Pétersbourg, le 23 octobre (4 novembre) 1890.
Borodine est profondément affecté par la mort de Moussorgski en mars 1881. Sa santé se dégrade. Il souffre de plusieurs attaques cardiaques et même du choléra. Son œuvre, elle, commence à se diffuser en Europe, par l'entremise, notamment, de la comtesse de Mercy-Argenteau. Il rend encore visite à Liszt à l’automne 1885. L’année suivante, il entame la composition d’une troisième symphonie, la Symphonie en la mineur qu'il ne pourra achever. Il continue la composition de son opéra Le Prince Igor, notamment l’ouverture et le chœur des prisonniers russes du deuxième acte, en 1886. Le 27 février 1887, il assiste à un bal masqué organisé par les professeurs de l’académie. Il s’effondre, victime d’un infarctus à l'âge de 53 ans. Son épouse ne lui survivra que cinq mois.

## Œuvre musicale

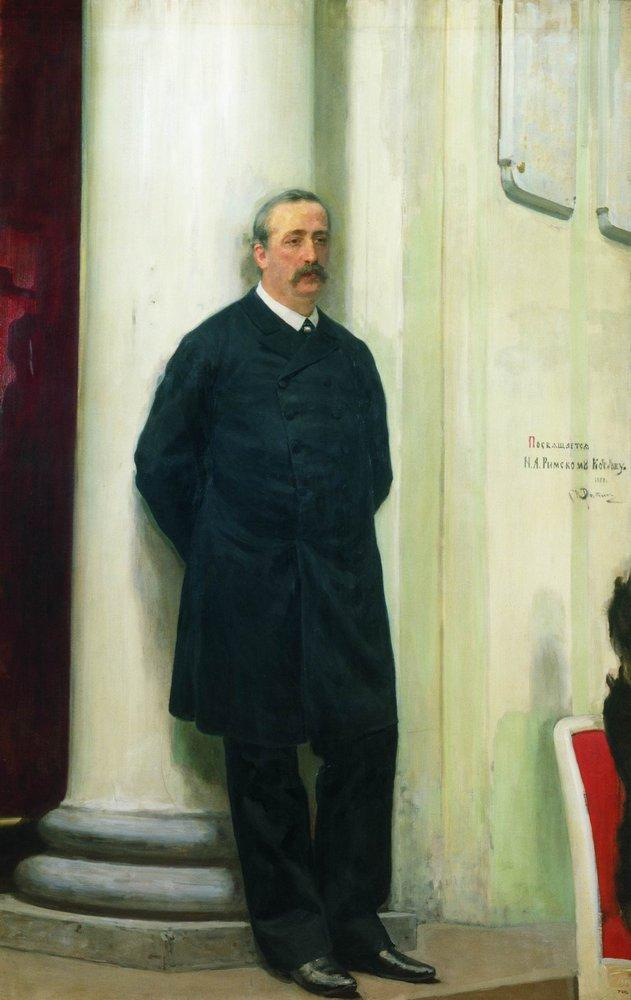
Portrait de Borodine par Ilia Répine (1888), Musée russe.

Borodine n'est pas un compositeur très prolifique : il laisse environ 21 partitions. Son œuvre maîtresse, l'opéra Le Prince Igor, reste d'ailleurs inachevée à sa mort, dix-huit ans après les premières esquisses en 1869. Son ami Rimski-Korsakov, aidé de Glazounov, la terminera. C’est dans cet opéra que l’on trouve les célèbres Danses polovtsiennes.
Parmi les œuvres achevées on distingue principalement deux symphonies (1867 et 1869), la deuxième étant devenue très 
célèbre,  deux quatuors à cordes (1879 et 1881), et un poème symphonique, Dans les steppes de l'Asie centrale. Il a également composé quelques mélodies, quelques pièces pour piano ainsi que quelques pièces de musique de chambre.
- Symphonie no 1 en mi bémol majeur (1867). Elle s'inspire de la Symphonie no 3 « Héroïque » de Beethoven, bien qu’elle soit typiquement russe.
- Symphonie no 2 en si mineur (surnommé « Épique »). Borodine a mis sept ans pour la mener à terme. Il l’a composée avec les matériaux restés inutilisés pour son opéra.
- Symphonie no 3 (inachevée, orchestrée par Glazounov).
- Dans les steppes de l'Asie centrale, poème symphonique. Une de ses œuvres les plus jouées et les plus enregistrées.
- Quatuor à cordes no 1 (composé entre 1874 et 1879).
- Quatuor à cordes no 2 (1881). Sans doute le plus connu des deux quatuors, il contient un célèbre mouvement lent « notturno ».
- Les rives de ton lointain pays natal, mélodie adressée à un être cher disparu et écrite sur un texte de Pouchkine à la suite de la mort de Moussorgski en 1881.
- Sonate pour piano et violoncelle en si mineur (1860). Composée pour son usage personnel, car il était un violoncelliste hors pair.
- Petite suite en do dièse mineur pour piano.
- Scherzo en la bémol majeur pour piano, composés en 1885.
- Sextuor à cordes, écrit en 1860.
- Quatuor à cordes sur le nom B-la-f, composition collective, 1886.
- Petite suite pour piano composée de Huit pièces suivie d'un scherzo, dédicacé à Madame la Comtesse L.de Mercy Argenteau (Née Princesse de Chimay)

Borodine se qualifiait lui-même de « compositeur du dimanche », tant il était accaparé par son travail et ses obligations familiales. Son entourage professionnel regrettait parfois son implication en matière de musique, tandis que Borodine s’est parfois plaint de ne pouvoir composer que durant l’hiver, lorsque sa santé ne lui permettait pas d’exercer en tant que professeur. En guise de plaisanterie, ses amis le saluaient parfois par un « j’espère que tu vas mal », lui signifiant ainsi leurs encouragements musicaux.

## Œuvre scientifique
Borodine a publié d'importants articles de chimie. Particulièrement, ses recherches sur les aldéhydes. 
En 1861, Borodine découvre la condensation aldolique, réaction chimique importante en chimie organique, et une autre réaction chimique connue aujourd'hui sous le nom de réaction de Borodine-Hunsdiecker. 
En 1872, il a participé à la fondation d'une école de médecine pour femmes.

## Hommages
Alexandre Borodine a donné son nom à une allée de Saint-Priest, située dans le parc technologique de Lyon.
L'astéroïde (6780) Borodin est nommé en son honneur.